# 식물광선피부염
식물광선피부염(植物光線皮膚炎, Phytophotodermatitis)은 자외선에 과민성으로 나타나는 화학적 반응이다. 아토피피부염과 같이 유전적 질병으로 나타나기도 하며 야생 식물에서 발견되는 독성 물질에 알레르기로 나타나기도 한다.

## 증상
광피부염과 증상이 비슷하지만 그 정도에는 차이가 있다. 붉은 반점과 가려움증이 동반되며 수포가 나서 몇 분간 가려움증이 나타났다 가라앉는 현상이 반복된다.

## 원인
- 미나리과 식물
  - 야생 파스닙, 파슬리, 샐러리, 잡초[2][3][4]
  - 야생 당근
- 운향과(Rutaceae)
  - 라임, 감귤류 일부[5][6][7]
- 무화과[2]
- 큰멧돼지풀

## 치료
식물광선피부염은 해당 식물을 섭취한 뒤 10분 내에 나타난다. 그럴 경우 환자가 실내로 들어가면 되는데 이는 인공 불빛이 피부염 질환을 유발하지 않기 때문이다. 피부질환이 지속되고 따가운 느낌은 대개 6-8시간 정도 지속될 수 있다. 증상이 있을 시 약한 스테로이드 연고가 도움이 될 수 있으며, 대부분 경과관찰만으로 회복되는 경과를 밟는다.

## 같이 보기
- 소랄렌
- 광과민증